# Fantastic Four (videojuego de 1997)
Fantastic Four, a veces mal etiquetado como Fantastic 4, es un videojuego beat 'em up para PlayStation  desarrollado por Probe Entertainment y publicado por Acclaim Entertainment. El juego fue lanzado en 1997 y se basa en los personajes de Marvel Comics del mismo nombre. Un juego beat 'em up lanzado en un momento en que el género estaba prácticamente muerto, recibió críticas negativas que lo caracterizaron como repetitivo y aburridamente fácil.

## Trama
Doctor Doom ha desarrollado un dispositivo que transporta a los Fantastic Four a varios lugares para luchar contra varios monstruos y supervillanos. Mr. Fantastic ensambla una máquina del tiempo que le permite transportar al equipo al pequeño reino de Doom para una batalla final. Si bien Galactus no aparece en el juego, está claro que él está detrás de la destrucción del mundo natal de Skrull.

## Jugabilidad
El formato del juego es similar a los juegos de arcade como Final Fight y el propio Batman Forever: The Arcade de Acclaim. Hasta cuatro jugadores (con una PlayStation Multitap) pueden controlar a Mr. Fantastic, Invisible Woman, la Thing, Human Torch o She-Hulk a través de varios niveles de desplazamiento lateral. Aparecerán grupos de matones, robots y mutantes en cada pantalla y deberán ser destruidos antes de que el jugador pueda avanzar. Cada personaje tiene varios movimientos de lucha de corto alcance: golpear, patear, saltar y lanzar enemigos u objetos. Además, cada personaje tiene al menos cuatro movimientos especiales únicos para ese personaje. El uso de bloques o ciertos movimientos especiales agota el "Poder de la fuerza" del personaje.
Algunos enemigos dejarán iconos que le darán al jugador una vida extra, o restaurarán su salud o Force Power. Al final de cada nivel, hay un supervillano para derrotar: Mole Man, Super-Skrull, Attuma, Sub-Mariner, Psycho-Man , o Doctor Doom. Después de la derrota del jefe, sin la pérdida de la vida de ningún jugador, hay una de las tres rondas de bonificación. Las peleas aquí se desarrollan contra Dragon Man, el Incredible Hulk, o Iceman. Durante el tiempo de carga entre cada nivel, el jugador puede jugar un juego de carreras de mini coches.
El jugador puede cambiar entre cualquiera de los superhéroes que aún no se estén jugando en cualquier momento. Algunos de los jefes hablan brevemente antes de pelear o ser derrotados; esto se ve afectado por la elección del personaje del jugador.
Si un jugador usa el mismo movimiento demasiadas veces, aparece un ícono "cursi", mientras que usar una amplia variedad de movimientos hace que aparezca un ícono de pulgar hacia arriba. Ningún icono tiene ningún impacto en la puntuación del jugador.

## Desarrollo
Se anunció una versión para Sega Saturn del juego, pero Acclaim la canceló a principios de 1997.

## Recepción
Fantastic Four recibió críticas abrumadoramente negativas. Tanto IGN como Next Generation criticaron el control deficiente y los sprites, y GameSpot y esta última publicación encontró que la música no encajaba completamente con el juego. Next Generation dijo: "Como el peor de los juegos con licencia de Acclaim durante los últimos ocho años, este toma una parte venerable de la propiedad de la cultura pop, en este caso Fantastic 4 de Stan Lee, y lo reduce a una lúgubre acción de desplazamiento lateral, usando 'acción' en el sentido más amplio de la palabra". En Japón, donde el juego fue portado y publicado por Acclaim Japan el 19 de febrero de 1998, Famitsu le dio una puntuación de 16 sobre 40.
La breve reseña inicial de GamePro criticó que "la animación de los personajes es rígida, los efectos de sonido son cursis y la jugabilidad se vuelve rápidamente repetitiva a medida que las oleadas de enemigos atacan en patrones predecibles". IGN se aventuró en una revisión inicial de la importación europea que "podría muy bien ser el peor juego jamás creado". GameSpot tuvo una reacción más mixta, argumentando que  Fantastic Four  tiene algunas características interesantes, como sus capacidades multijugador, y que si se hubiera trabajado en el juego principal para que no fuera tan aburrido y fácil , hubiera sido un juego mucho mejor.
Aunque nunca revisaron el juego, Electronic Gaming Monthly nombró a Fantastic Four como el "Peor uso de una buena licencia" en su Video Game Buyer's Guide de 1998, comentando: "Aparte de sus gráficos poligonales algo decentes , Fantastic Four no es más que aburrido, refrito repetitivo de Final Fight".